# Huajuapan de León
Huajuapan de León è un comune del Messico, situato nello stato di Oaxaca.